# Alain de Cadenet
Pour les articles homonymes, voir Cadenet (homonymie).
Alain de Cadenet, né le 27 novembre 1945 à Londres (Royaume-Uni) et mort le 2 juillet 2022, est un pilote automobile et directeur d'écurie de voitures de compétition britannique d'origine française. 
Il est connu pour avoir construit et piloté ses propres véhicules. Il est notamment troisième des 24 Heures du Mans 1976, et vainqueur de la Carrera Panamericana en 1990.

## Biographie
Alain de Cadenet est le fils de Maxime de Cadenet, lieutenant de l'Armée de l'air française puis aviateur de la France libre réformé par la RAF et devenu cinéaste de la France libre. Alain de Cadenet, né à Londres, est élevé au Framlingham College dans le Suffolk.
Spécialiste des 24 heures du Mans, il y participe comme pilote puis directeur d'équipe et constructeur, de 1971 à 1986 ; il y termine à la troisième place en 1976. Il participe aussi à d'autres épreuves, et remporte en 1990 la Carrera Panamericana, sur Jaguar. Il prend part également à des manifestations rétrospectives.
Divorcé d'Anna, avec qui il a eu deux enfants, Alexander (en) et Amanda, il épouse ensuite Alison avec qui il a un fils, prénommé Aidan.

## Palmarès succinct
Ses principaux résultats sont :
- Vainqueur de la Carrera Panamericana en 1990, sur Jaguar, avec Gordon Currie comme copilote.
- 3e des 24 Heures du Mans 1976, sur sa De Cadenet-Lola-Ford, avec Chris Craft comme copilote.

## Résultats aux 24 Heures du Mans
Alain de Cadenet participe aux 24 Heures du Mans de 1971 à 1977, d'abord comme simple pilote, puis comme pilote et responsable de l'écurie qui porte son nom, avec ses propres châssis. Son meilleur résultat est la troisième place aux 24 Heures du Mans 1976, à la fois comme pilote, constructeur et directeur d'écurie.

### Résultats comme pilote
| Année | Équipe                     | n° | Voiture                    | Cat.      | Équipiers          | Départ | Tours     | Résultat             |
| Année | Équipe                     | n° | Moteur                     | Cat.      | Équipiers          | Départ | Heures    | Résultat             |
| ----- | -------------------------- | -- | -------------------------- | --------- | ------------------ | ------ | --------- | -------------------- |
| 1971  | Écurie Francorchamps       | 9  | Ferrari 512 M              | S 5.0     | Hugues de Fierlant | 10e    | ? tours   | Abandon (embrayage)  |
| 1971  | Écurie Francorchamps       | 9  | Ferrari 5,0 L V12          | S 5.0     | Hugues de Fierlant | 10e    | 17 heures | Abandon (embrayage)  |
| 1972  | Duckham's Oil Motor Racing | 68 | Duckhams LM (Brabham)      | S 3.0     | Chris Craft        | 11e    | 288 tours | 12e                  |
| 1972  | Duckham's Oil Motor Racing | 68 | Ford Cosworth DFV 3,0 L V8 | S 3.0     | Chris Craft        | 11e    | 24 heures | 12e                  |
| 1973  | Duckhams Oil               | 5  | Duckhams LM (Lola T280)    | S 3.0     | Chris Craft        | 15e    | 81 tours  | Abandon (suspension) |
| 1973  | Duckhams Oil               | 5  | Ford Cosworth DFV 3,0 L V8 | S 3.0     | Chris Craft        | 15e    | 12 heures | Abandon (suspension) |
| 1975  | Alain de Cadenet           | 4  | De Cadenet-Lola T380       | S 3.0     | Chris Craft        | 7e     | 291 tours | 14e                  |
| 1975  | Alain de Cadenet           | 4  | Ford Cosworth DFV 3,0 L V8 | S 3.0     | Chris Craft        | 7e     | 24 heures | 14e                  |
| 1976  | Alain de Cadenet           | 12 | De Cadenet-Lola T380       | Gr.6 3.0  | Chris Craft        | 10e    | 337 tours | 3e                   |
| 1976  | Alain de Cadenet           | 12 | Ford Cosworth DFV 3,0 L V8 | Gr.6 3.0  | Chris Craft        | 10e    | 24 heures | 3e                   |
| 1977  | Alain de Cadenet           | 5  | De Cadenet-Lola LM         | Gr.6 +2.0 | Chris Craft        | 15e    | 315 tours | 5e                   |
| 1977  | Alain de Cadenet           | 5  | Ford Cosworth DFV 3,0 L V8 | Gr.6 +2.0 | Chris Craft        | 15e    | 24 heures | 5e                   |

### Résultats comme directeur d'écurie et constructeur
Comme directeur d'écurie et constructeur, il obtient les résultats suivants :
- 1974 : abandon (De Cadenet LM - Ford Cosworth DFV 3,0 L V8 ; pilotes : Chris Craft, John Nicholson).
- 1975 : 14e, 291 tours (De Cadenet - Ford Cosworth DFV 3,0 L V8 ; pilotes : Alain de Cadenet, Chris Craft), meilleur tour en course.
- 1976 : 3e, 337 tours (De Cadenet - Ford Cosworth DFV 3,0 L V8 ; pilotes : Alain de Cadenet, Chris Craft).
- 1977 : 5e, 315 tours (De Cadenet LM - Ford Cosworth DFV 3,0 L V8 ; pilotes : Alain de Cadenet, Chris Craft).